# Фонтхиллское аббатство
Фонтхиллское аббатство (англ. Fonthill Abbey), также известное как каприз Бекфорда (англ. Beckford's Folly) — огромный загородный дом в готическом стиле, построенный в 1796—1813 годах в деревне Фонтхилл-Гиффорд, графство Уилтшир, Англия, по инициативе автора готических романов Уильяма Бекфорда и по проекту Джеймса Уайетта.
Дом выстроен на месте палладианского дома отца Бекфорда, также Уильяма Бекфорда, который, в свою очередь, построил его на месте елизаветинского дома, купленного в 1744 и сгоревшего в 1755 году. Здание вызвало к себе большой интерес публики и способствовало популяризации неоготики в качестве архитектурного стиля. Строительство было сопряжено с большими трудностями, центральная башня несколько раз обрушивалась, причём в 1825 году пострадало и западное крыло. К настоящему времени дом снесён практически полностью.

## Предыстория
Замысел Фонтхиллского аббатства родился в умах архитектора Джеймса Уайетта и Уильяма Бекфорда, сына богатого английского плантатора Уильяма Бекфорда, учившегося у архитектора сэра Уильяма Чеймберса. В 1771 году, когда Бекфорду было 10 лет, он унаследовал колоссальное состояние в 1 млн. фунтов стерлингов (около £100 млн в ценах 2008 года) и годовой доход, оцененный его современниками в сто тысяч, хотя позднее биографы выяснили, что он был вдвое меньше. Газеты называли его богатейшим недворянином Англии.
В 1778 году Бекфорд познакомился с 11-летним сыном виконта Куртене (Кортни), когда для мальчиков в прежнем Фонтхилле было устроено трёхдневное празднование Рождества. Около этого же времени Бекфорд начал писать самое известное из своих произведений — «Ватек» (1782).
В 1784 году Александр Лорд Лофборо, дядя младшего Кортни, обвинил Бекфорда в гомосексуальной связи с Кортни, результатом чего был отъезд Бекфорда с женой на континент. Они любили друг друга, но в Швейцарии после очередных родов леди Маргарет Гордон умерла, и Бекфорд стал путешествовать, посещая многократно Францию, Германию, Италию, Испанию и особенно Португалию.
Несмотря на то, что в английском обществе он был подвергнут остракизму, Бекфорд вернулся, обнёс Фонтхилл шестимильной стеной, чтобы охотники на лис и зайцев не могли заезжать на его землю, и решил возвести на месте отцовского поместья грандиозное здание, напоминающее готический собор.

## Строительство

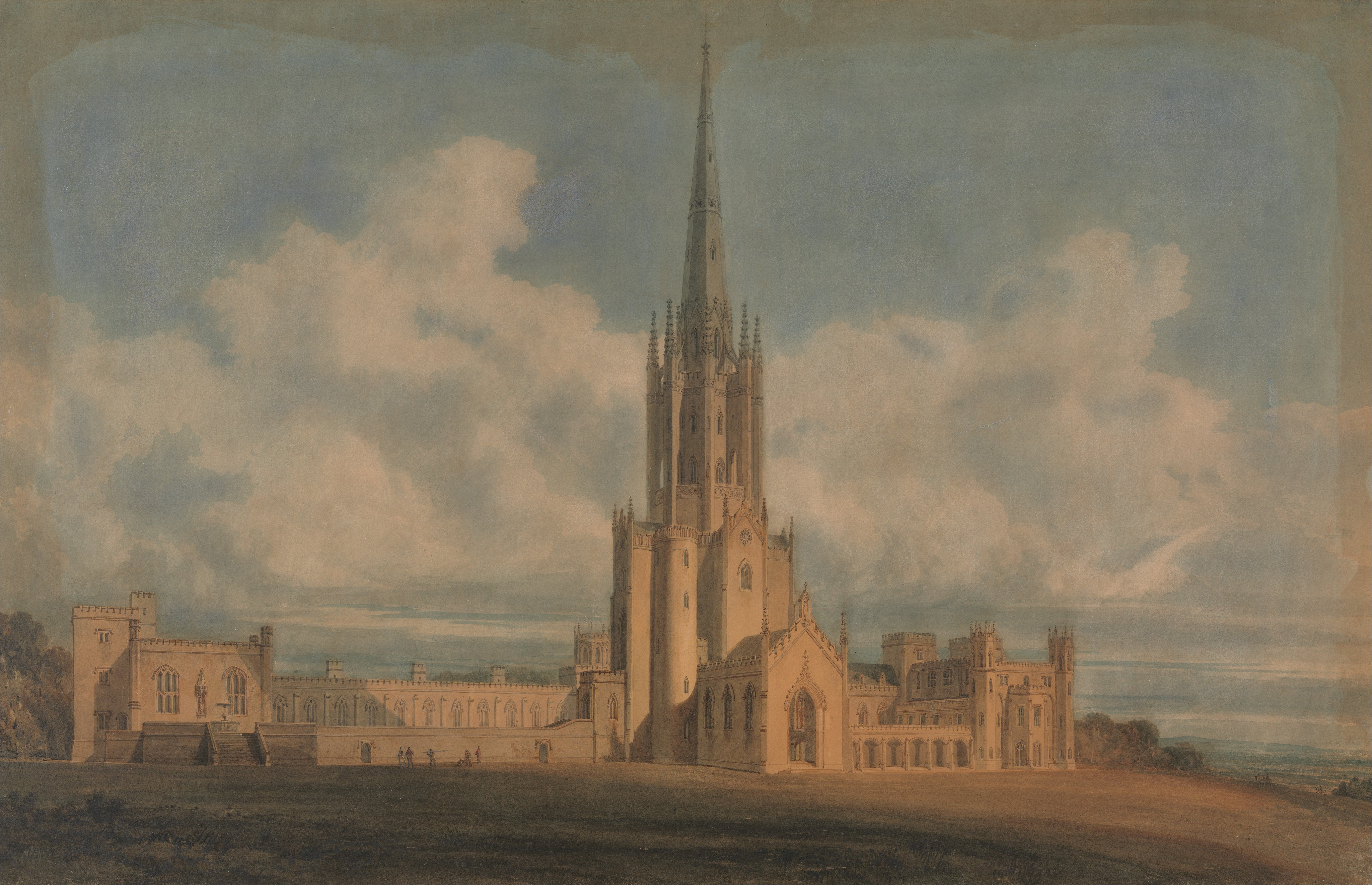
Проект Уайетта (1798)
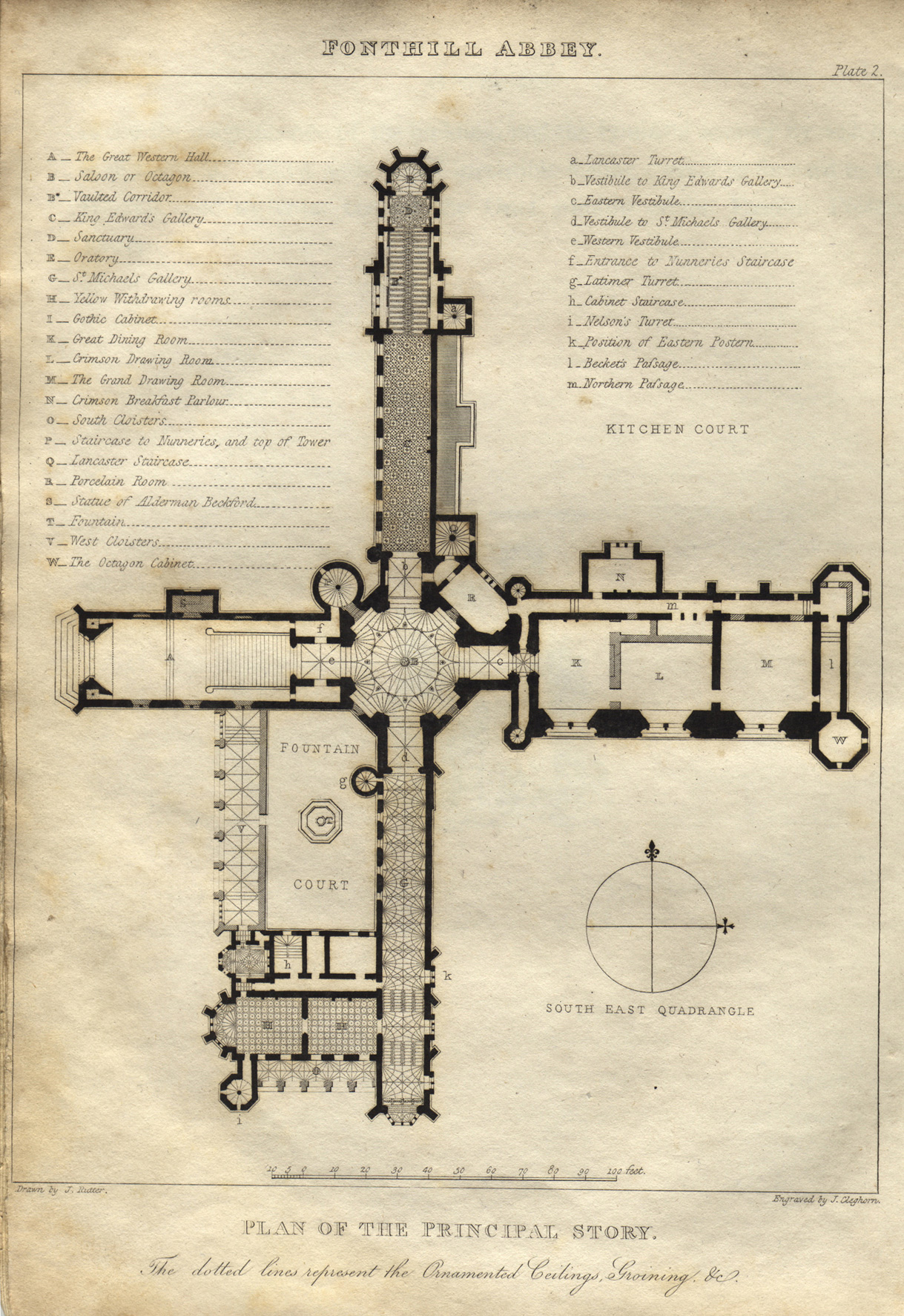
План основного этажа (1823)
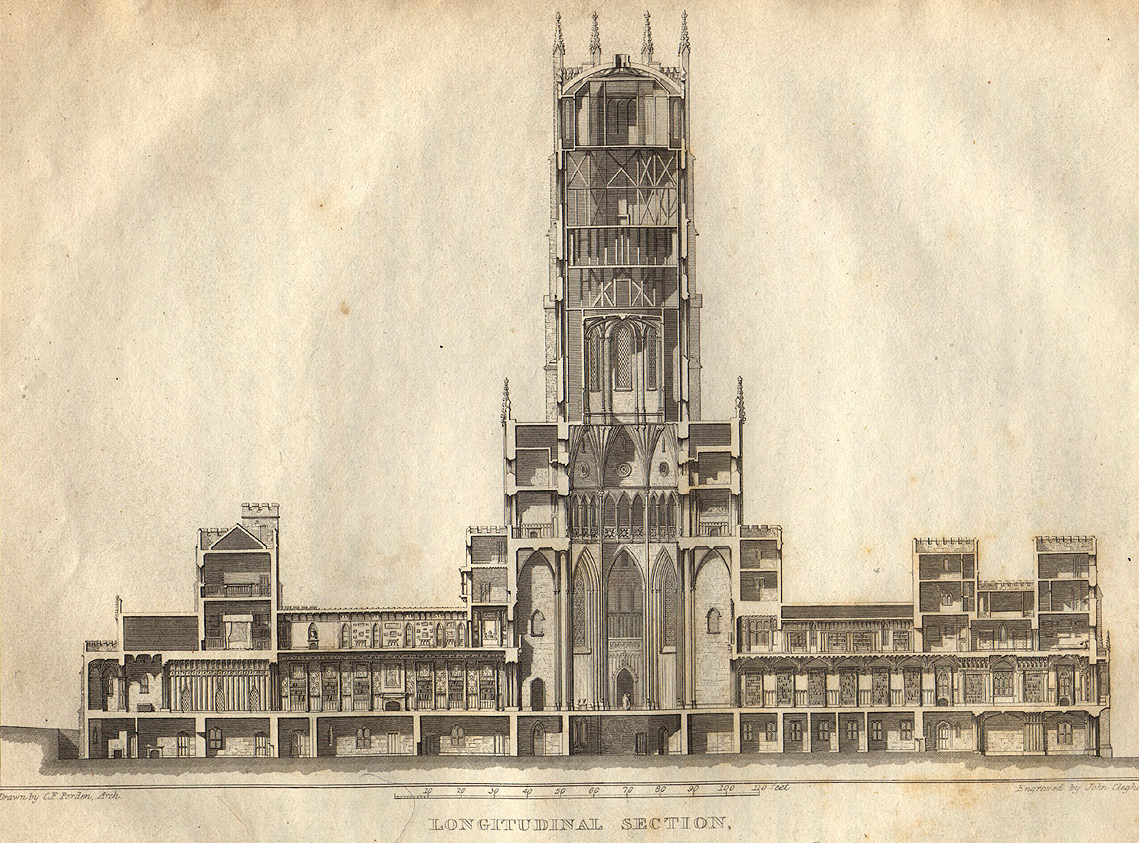
Продольный разрез
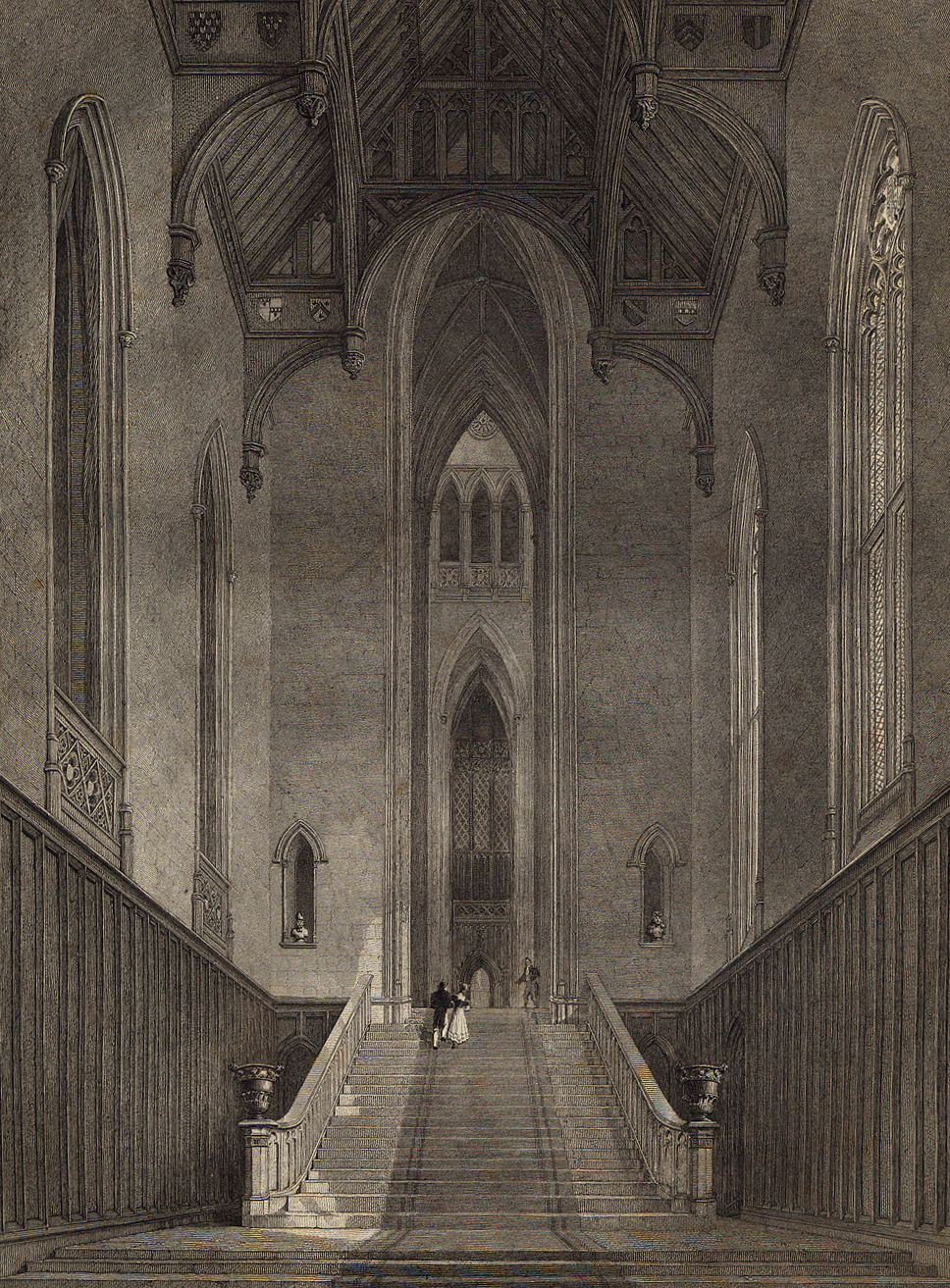
Интерьер главного холла аббатства
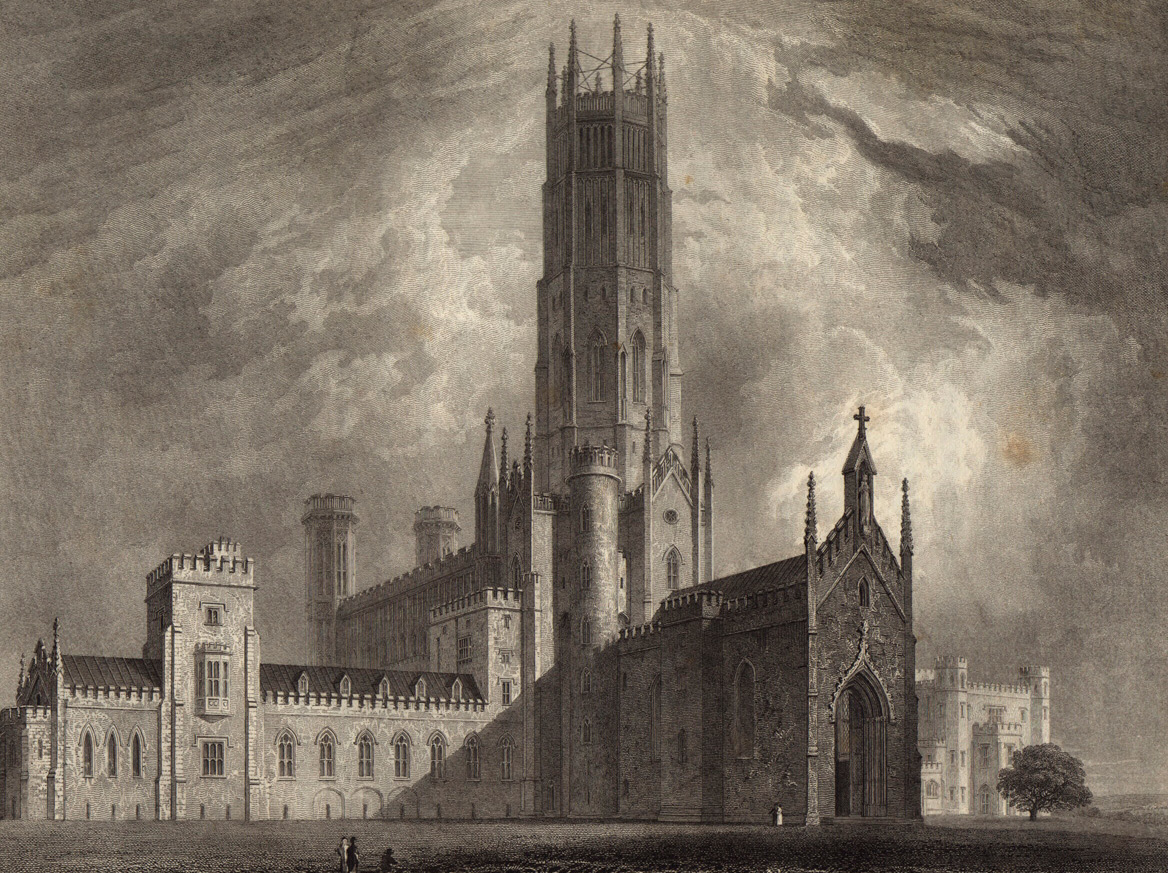
Вид с северо-запада

Строительство было начато в 1796 году. Бекфорд нанял Джеймса Уайетта в качестве ведущего архитектора проекта, одного из самых известных и успешных архитекторов конца XVIII века. Правда, Уайетта обвиняли в том, что гораздо больше времени он тратит на кутёж, и большинство заказчиков он приводил в неистовство тем, что пропускал встречи, не занимался надзором за стройкой и не выполнял работы в срок, порой задерживая на годы. Бекфорд не стал исключением.
Из-за постоянного отсутствия Уайетта и большого личного интереса к строительству Бекфорд, по большому счёту, становился и главным прорабом, и архитектором дома, и ландшафтным архитектором, что подтверждается его перепиской. Биограф Бекфорда Брокман предполагает, что хозяин и был наиболее счастлив в эти годы руководства грандиозным строительством. Не следует думать, однако, что роль Уайетта невелика, потому что проект по идее Бекфорда выполнил он. Также Уайетт выполнил задачу сочетания разнообразных объёмов и стилей, в результате чего сымитировал столетия постепенного строительства.
Витражи и 32 фигуры рыцарей и королей выполнил Френсис Эгинтон, заказ обошёлся в 12 тысяч фунтов.
Первоначально на строительстве трудились 500 рабочих, которые работали и днём, и ночью. Затем Бекфорд переманил повышенной выдачей эля ещё 450 человек со стройки Виндзорского замка. Для доставки стройматериалов он нанял все повозки в округе, но в компенсацию за неудобства обеспечивал бедных углем для отопления и одеялами.
Первой частью сооружения была башня, которая рухнула, достигнув высоты 90 метров (300 футов). Вторая попытка завершилась через шесть лет тем же результатом. В третий раз Бекфорд решил строить из камня, и семь лет спустя башня была успешно закончена.
К 1801 году Бекфорд потратил на дом 242 тыс. фунтов, хотя было выполнено меньше половины работ. В 1807 году он переехал в недостроенный дом, в котором, чтобы избежать полного отсыревания и промерзания, приходилось топить 60 каминов.
Здание было украшено серебром и золотом. От центральной восьмиугольной комнаты, находившейся под башней, отходили четыре длинные галереи. Входные двери имели высоту 35 футов (10 метров). Окончательно о завершении строительства было заявлено в 1813 году. В начале сентября этого года Уайетт умер.
Ко входу вела почти километровая подъездная дорога — Большая Западная Авеню — совершенно прямая и тянувшаяся в направлении ост-норд-ост через леса от дороги Хиндон-Тисбери

## Бекфорд в доме

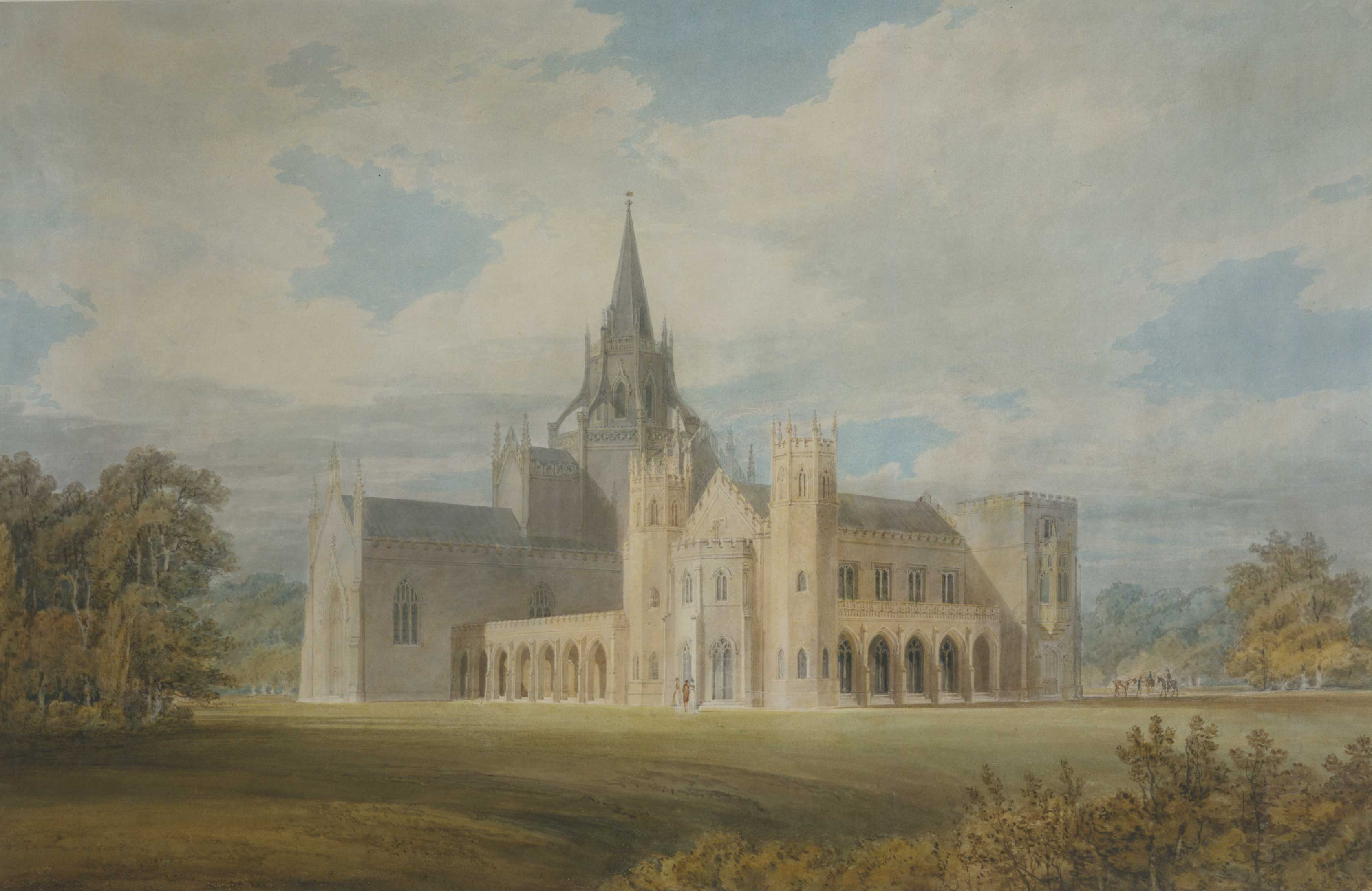
Фонтхиллское аббатство, вид с юго-запада, Уильям Тёрнер (1799)

Бекфорд жил один, используя только одну из спален. Питаться он также предпочитал в одиночестве, хотя каждый день еда приготавливалась на 12 персон, лишнее отправлялось вовне. Лишь однажды, на Рождество в 1800 году, его посетили адмирал Горацио Нельсон и Эмма Гамильтон. Рождественский обед он требовал приготовить на новой кухне, которую возводили так поспешно, что она рухнула вскоре после праздника.
Вскоре после завершения дома сахар подешевел, и Бекфорд стал беднеть. В 1822 году он потерял в суде две свои сахарные плантации на Ямайке и был вынужден продать дом со всей обстановкой за 330 тыс. фунтов (32 млн. в ценах 2021 года) пороховому магнату Джону Фаркуару. В 1844 году Бекфорд умер в Бате.

## Обрушение
Предложенный Уайеттом метод «компоцементного» строительства — деревянная конструкция, оштукатуренная цементным раствором — не годился для возведения таких высоких сооружений, какие хотел Бекфорд, и вскоре после продажи дома, в декабре 1825 года, башня обрушилась, повредив и западное крыло, после чего Фаркуар продал поместье.
Около 1845 года и остальные части дома были снесены, остался только небольшой двухэтажный фрагмент северного крыла с четырёхэтажной башней, который в 1966 году признан памятником архитектуры Англии II* класса. Стройматериалы, резные детали и окна использованы для строительства в Тисбери.

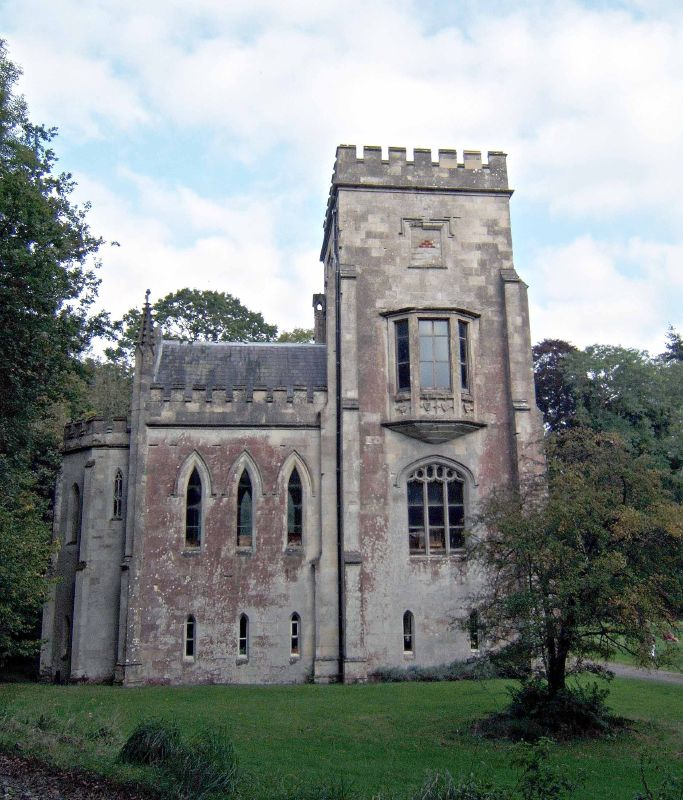
Остатки северного крыла аббатства, частично перестроенные

## Новое аббатство Фонтхилл
Западную часть поместья Бекфорда приобрёл Ричард Гросвенор, второй маркиз Вестминстер, который построил новый дом полукилометром юго-восточнее бекфордовского в 1846–52 (по Певзнеру) или 1856–59 годах. Это здание в стиле шотландских баронов (архитектор Уильям Бёрн) снесено в 1955 году.
Конюшни, переделанные в жилые дома, до сих пор обитаемы, как и четыре коттеджа на въездах в поместье, построенные около 1860 года: Тисбери-лодж южнее церкви Фонтхилл-Гиффорд, архитектор Бёрн, Лоун-лодж по той же дороге южнее, также спроектированный Бёрном, из простого прямоугольно отёсанного камня, Вест-гейт-лодж на юго-западе поместья Бекфорда, выстроенный из красного и жёлтого кирпича и Стоун-гейт-лодж у западных ворот Бекфорда из такого же кирпича.
Также к юго-востоку от Нового аббатства сохранились две группы по четыре статуи, символизирующие четыре времени года и четыре стихии соответственно, которые, вероятно, были куплены маркизом Вестминстером на Парижской выставке в 1855 или 1867 году К северо-западу, у самого бекфордовского аббатства, можно обнаружить три урны на постаментах, вероятно, того же источника.